# Adolph vom Kamp

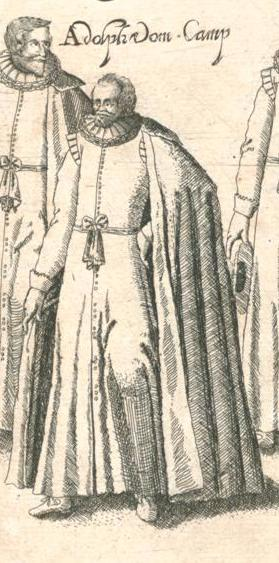
Adolph vom Kamp

Adolph (Adolf) vom Kamp, auch Adolph vom Camp (* vor 1600; † 1651 in Düsseldorf), war ein Bildschnitzer und Baumeister, der unter Wolfgang Wilhelm von Pfalz-Neuburg als Landesbaumeister für Jülich-Berg sowie als Mitglied des Magistrats in Düsseldorf wirkte.

## Leben
Adolph vom Kamp begann seine Laufbahn als Hofschreiner und Hofschnitzer. 1621 wurde er – wohl als Nachfolger von Antonio Serro – Landesbaumeister für Jülich-Berg. Als solcher war er insbesondere für den Ausbau der Festung Düsseldorf zuständig. Tätig war er etwa bei der Errichtung des Berger Tors. Einer seiner Aufträge war es ferner, die 1626 niedergebrannte Kasterer Mühle wieder aufzubauen. Von 1628 bis 1651 war er Mitglied des Magistrats der Stadt Düsseldorf.
Bedeutung erlangte er durch ein 1629 in Düsseldorf veröffentlichtes, mit Kupferstichen illustriertes Buch, das die Feierlichkeiten zur Bestattung des Herzogs Johann Wilhelm von Jülich-Kleve-Berg am 30. Oktober 1628 dokumentierte. Als Mitglied des Magistrats und Teilnehmer des Trauerzugs ist er darin auch selbst dargestellt.

## Veröffentlichung
- Beschribung der Begrebnuß Weilandt Deß Durchleuchtigen Hochgebornen Fürsten u. Herren Herren Iohan-Wilhelm Hertzogen zu Gulich Cleve und Berg Grave zu der Marck Ravensberg und Moers Herr zu Ravenstein […]. Düsseldorf 1629 (Digitalisat).[2]